# Scapulaseius grandiductus
Scapulaseius grandiductus är en spindeldjursart som först beskrevs av D. McMurtry och Moraes 1985.  Scapulaseius grandiductus ingår i släktet Scapulaseius och familjen Phytoseiidae. Inga underarter finns listade i Catalogue of Life.